# Індоєвропеїстика
Індоєвропеї́стика — розділ лінгвістики, що вивчає живі і мертві індоєвропейські мови. Вона займається виявленням різних мовних явищ в індоєвропейських мовах, класифікацією мов всередині сім'ї, ареальними контактами в рамках індоєвропейських мов, а також реконструкцією праіндоєвропейської мови, культури і історії праіндоєвропейців.

## Методи дослідження
- Порівняльно-історичний метод
- Метод внутрішньої реконструкції
- Лексикостатистика
- Глоттохронологія
- Типологічний метод

## Історія досліджень

### Стародавній світ
Опис окремих індоєвропейських мов починається з санскриту (граматика Паніні), потім починають описуватися грецька і латинська мови. Відомо, що римляни бачили схожість між своєю і грецькою мовами.

### Середньовіччя іНовий Час
У Середньовіччі частими бути спроби класифікувати мови.
В Новий Час гуманіст Юлій Цезар Скалігер виділив різні групи індоєвропейських мов за назвами Бога в тих мовах. У Відродження і ранній Новий Час нерідко пробували назвати предком всіх європейських мов якусь давню мову (наприклад, давньоєврейську чи латинську). Не було тоді строгої методики для мовного порівняння, пропонувались найфантастичніші зближення.
Предтечами індоєвропеїстики вважаються Маркус ван Боксхом і Вільям Воттон. Вони підійшли до ідеї спорідненості грецької, слов'янських, германських і романських мов, також вигадали деякі методи вивчення індоєвропейських мов (наприклад, ігнорувати запозичення при порівняннях мов).

## Відомі індоєвропеїсти
- Адамс Дуглас Квентін
- Андрєєв Микола Дмитрович
- Асколі Граціадіо-Ізая
- Барроу Томас
- Бекес Роберт
- Бенвеніст Еміль
- Ален де Бенуа
- Бенфей Теодор
- Блажек Вацлав
- Блумфілд Леонард
- Богородицький Василь Олексійович
- Бонфанте Джуліано
- Бопп Франц
- Бош-Гімпера Пере
- Петер фон Брадке
- Брати Грімм
- Бреаль Мішель
- Бруґман Карл
- Будімір Мілан
- Бурлак Світлана Анатоліївна
- Отто фон Бетлінґк
- Вакернаґель Якоб
- Вальде Алоїс
- Вандрієс Жозеф
- Вернер Карл
- Вест Мартін
- Вікандер Стіґ
- Віндіш Ернст
- Вінфред Леманн
- Вітні Вільям Двайт
- Воткінс Калверт
- Гамкрелідзе Тамаз Валер'янович
- Гануш Ян
- Герценберг Леонард Георгійович
- Марія Ґімбутас
- Гірт Герман
- Гофман Карл
- Грозни Бедржих
- Гуєр Олдржих
- Дельбрюк Бертольд
- Десніцька Агнія Василівна
- Джонс Вільям
- Дибо Володимир Антонович
- Довгяло Геннадій
- Дресслер Вольфганг
- Дуріданов Іван Васілев
- Жорж Дюмезіль
- Заброцький Людвік
- Зольта Ґеорґ Ренатус
- Зоммер Фердинанд
- Йокль Норберт
- Іванов В'ячеслав Всеволодович
- Ілліч-Світич Владислав Маркович
- Єнсен Ганс
- Каваллі-Сфорца Луїджі
- Казанський Микола Миколайович
- Калиґін Віктор Павлович
- Кауґіл Ворен
- Ке де Сент-Емур Амедей
- Кільгорн Франц
- Корольов Андрій Олександрович
- Кортландт Фредерік
- Коссінна Густаф
- Крае Ганс
- Крушевський Микола В'ячеславович
- Кудрявський Дмитро Миколайович
- Курилович Єжи
- Курціус Георґ
- Кюні Альбер
- Ларін Борис Олександтрович
- Леманн Вінфред
- Лескін Авґуст
- Леуман Ману
- Майргофер Манфред
- Макаєв Енвер Ахмедович
- Мейє Антуан
- Меллер Герман
- Меллорі Джеймс Патрік
- Мельничук Олександр Савич
- Мілевський Тадеуш
- Мюллер Макс
- Ніколаєв Сєргій Левович
- Жан Одрі
- Орел Владімір
- Остгоф Герман
- Откупщиков Юрій Володимирович
- Педерсен Гольґер
- Петерсон Михайло Миколайович
- Пізані Вітторе
- Покорні Юліус
- Поломе Едґар
- Поржезинський Віктор Карлович
- Потебня Олександр Опанасович
- Август Фрідріх Потт
- Раск Расмус
- Расмуссен Єнс Ельмеґорд
- Рудольф фон Раумер
- Ренфру Колін
- Рікс Гельмут
- Ріш Ернст
- Савченко Олексій Нілович
- Сафронов Владімір
- Семереньї Освальд
- Серебренніков Борис Олександрович
- Сержан Бернар
- Фердинанд де Соссюр
- Старостін Сергій Анатолійович
- Схрейвер Петер
- Томсон Олександр  Іванович
- Топоров Володимир Миколайович
- Тронський Йсип Мойсейович
- Трубачов Олег Миколайович
- Уленбек Крістіан Корнеліус
- Фортунатов Філіп Федорович
- Френкель Ернст
- Чайлд Ґордон
- Швіцер Едуард
- Шеворошкін Віталій Вікторович
- Широков Олег Сергійович
- Шлайхер Август
- Фрідріх Шлеґель
- Шмідт Йоганнес
- Шрадер Отто
- Томас Юнг